# マイケル・オブ・ケント

マイケル王子の紋章

マイケル・オブ・ケント王子（Prince Michael of Kent、洗礼名: マイケル・ジョージ・チャールズ・フランクリン; Michael George Charles Franklin、1942年7月4日 - ）は、イギリス王室成員で、ケント公ジョージと妃マリナの次男。現ケント公爵エドワード王子の弟。エリザベス2世の従弟であり、また女王の夫エディンバラ公フィリップの従甥である。公邸はケンジントン宮殿である。

## 略歴
バッキンガムシャーのアイヴァーで産まれる。“マイケル”という名前は、父方・母方双方のいとこ大おじでロシア皇帝ニコライ2世の弟であるミハイル大公に由来するものである。1942年8月4日に洗礼を受け、アメリカ大統領フランクリン・ルーズベルト、ギリシャ王ゲオルギオス2世、ノルウェー王ホーコン7世、オランダ女王ウィルヘルミナ、パトリシア・ラムジー、ミルフォード＝ヘイヴン侯爵夫人ヴィクトリア、ギリシャ王太子妃フリデリキ、グロスター公ヘンリーらが代父母となった。第二次世界大戦中だったこともあり、マスコミは洗礼式が行われた詳しい場所は報じず、「国内の私立教会で行われた」とのみ伝えた。従姉のエリザベス女王とエディンバラ公フィリップの結婚式の際は、ページボーイを務めた。
イートン校を卒業後、サンドハースト王立陸軍士官学校へ入学した。1963年に第11フッサール (11th Hussars) へ入隊した。ドイツ、香港、キプロスで軍務に就いた。1981年に大佐の肩書きで除隊する。その後も、1994年に海軍予備員、2002年には空軍のベンソン基地において、それぞれ名誉代将に序せられた。

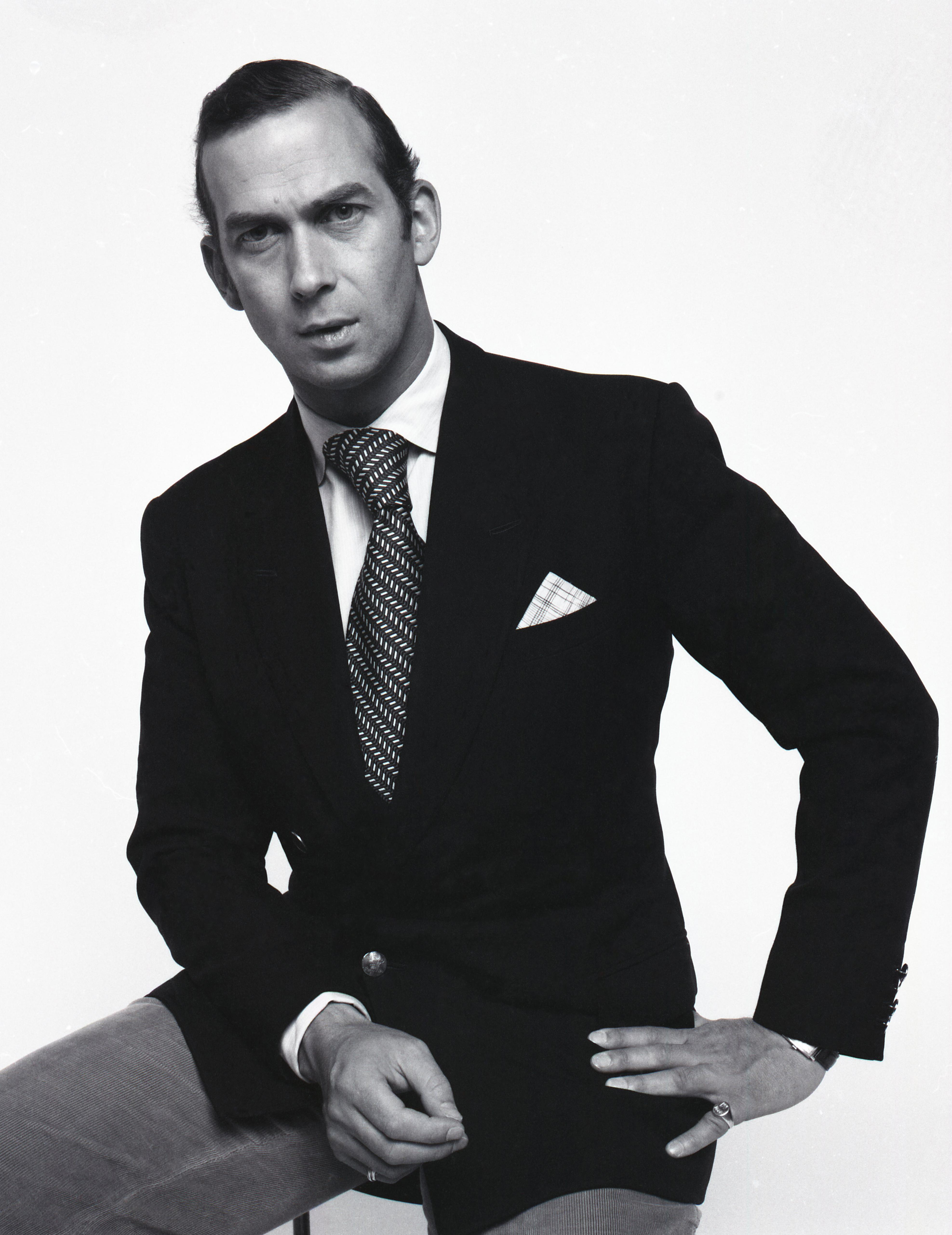
若き日のマイケル・オブ・ケント
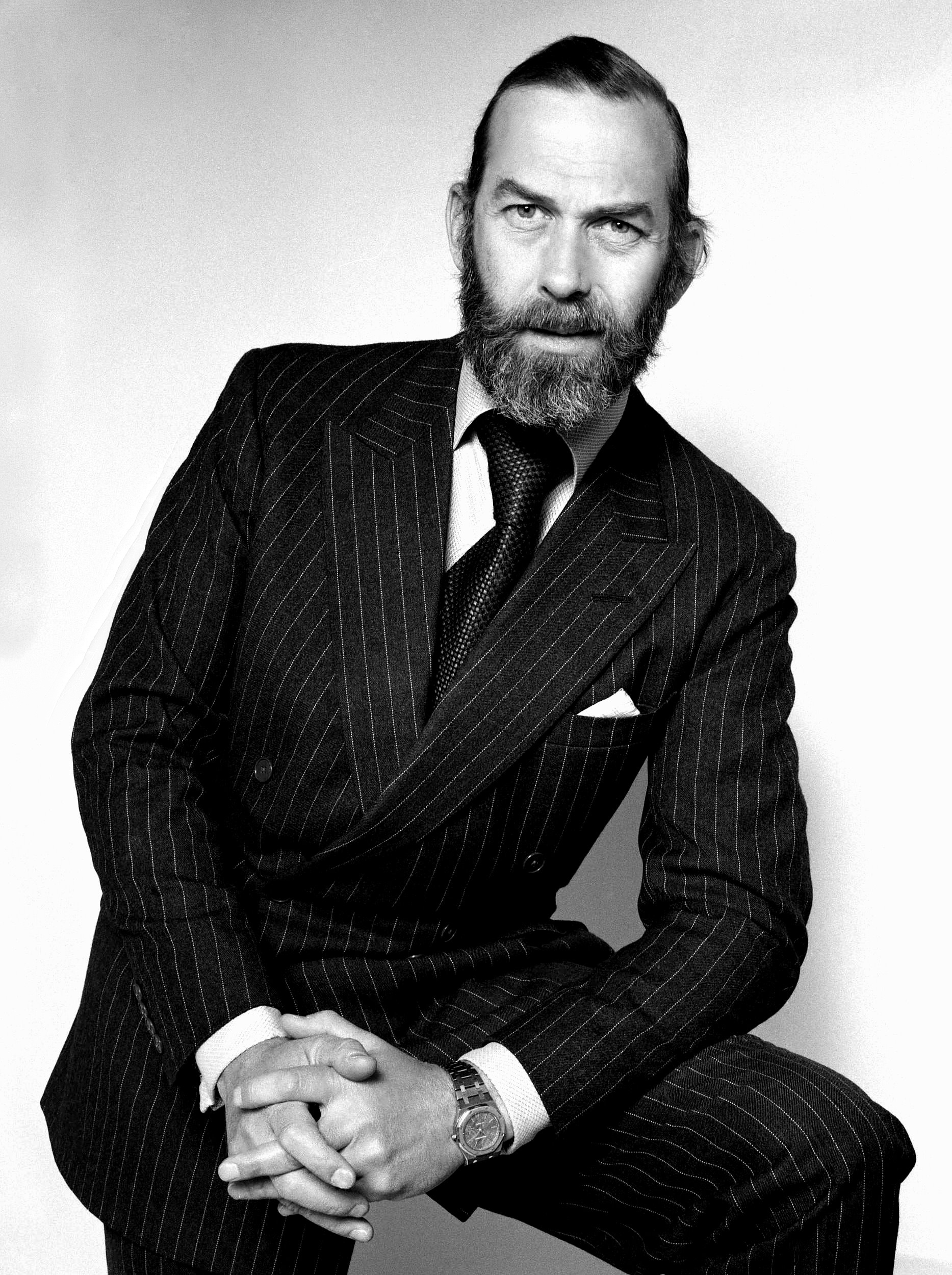
1990年撮影

## 公務
国王の末子の末子という立場から、当初マイケルが王族としての公務に携わることは予想されていなかった。兄エドワードや姉アレクサンドラが、公務を遂行して王族としての年金を受領しているのとは対照的に、マイケルは年金や王室内廷費からの手当を受領することはない。だが、イギリス王室の一員として、公務を行う際は他の王族と同様に要人待遇を受けていることに変わりはなく、外務英連邦省は、マイケルの外遊時には一王族として扱われるように準備を行い、必要に応じて各国駐在大使館員を動員するなどしている。
これまで、インドやキプロス、スワジランドで執り行われた国葬において、夫人とともに女王の代理として参列したほか、ベリーズの独立祝賀式典や、スワジランド国王ムスワティ3世の戴冠式などに出席している。
また、ワールド・モニュメント財団やザ・ケネルクラブなど多数の慈善団体の支援に携わっているほか、王立救命艇協会 (Royal Life Saving Society UK) の連邦理事長を務めている。

## 人物

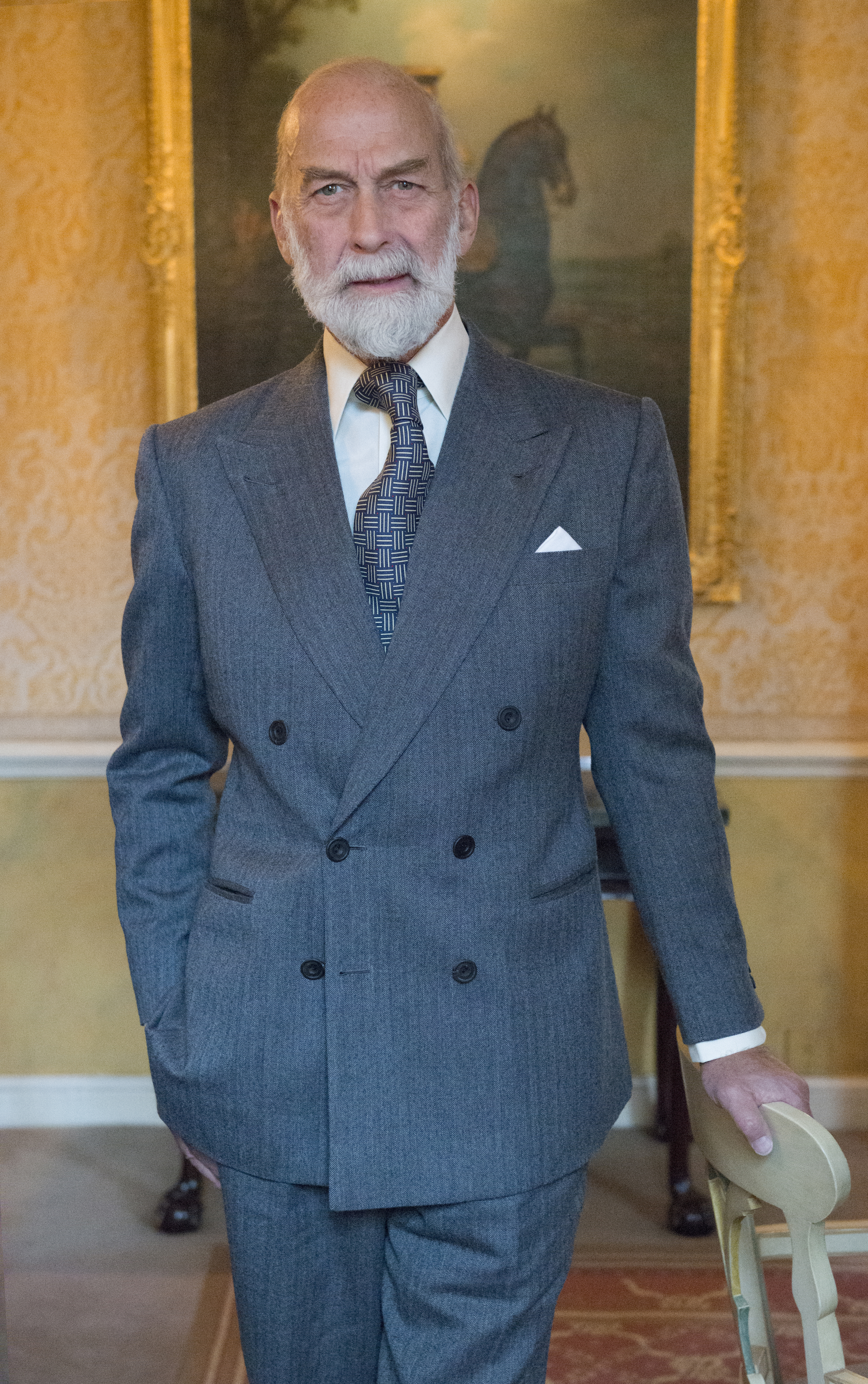
2014年撮影

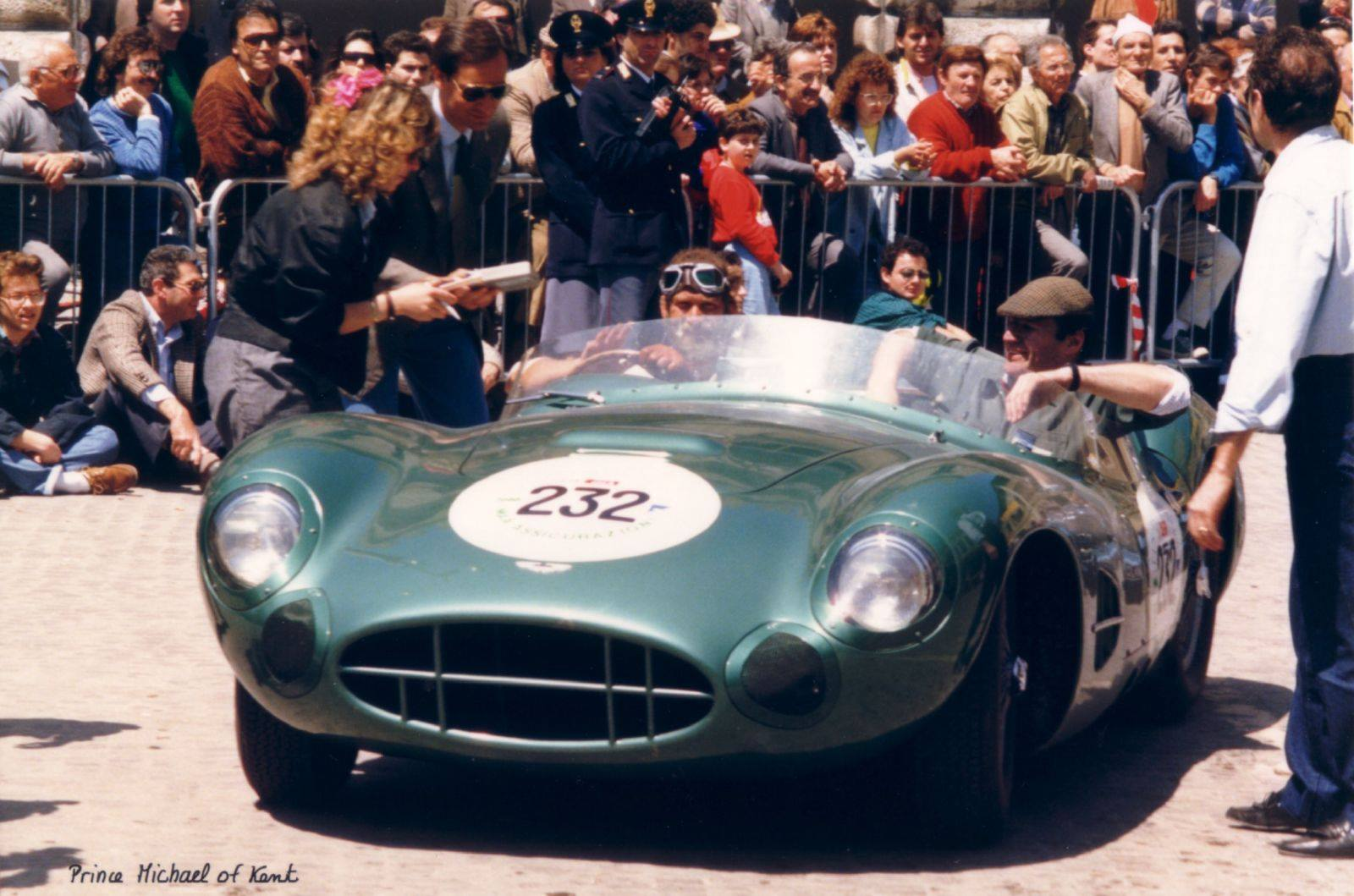
ミッレミリアでアストンマーティン・DBR2を運転する王子（左）、1987年撮影

その伝統的なハイカルチャーへの深い造詣と、颯爽とした立ち居振る舞いや見事な着こなしから、現代において、英国王室を代表する格式高いブリティッシュスタイルを体現する英国紳士として名高い。
自動車愛好家として知られ、クラシックカーの展覧会であるコンクール・オブ・エレガンスのパトロンを務めるほか、王立自動車クラブを始め、英国の「モータースポーツ・アソシエーション」、さらに英国モータースポーツ発祥の地である「ブルックランズ・ミュージアム・トラスト」などでも代表を務める。また1992年には、チームの一員として1929年製のベントレー・スペシャルを駆り、スピード記録を樹立した実績もあり、モータースポーツへの造詣も深い。
スポーツに長け、ボブスレーでは、1966年から1971年まで、英国代表選手の１人として、世界選手権などを含む世界各国で行われた競技大会に参加した。
2008年には、アメリカ版エスクァイア誌が選ぶベストドレッサーの王室部門に選出された。

## 家族

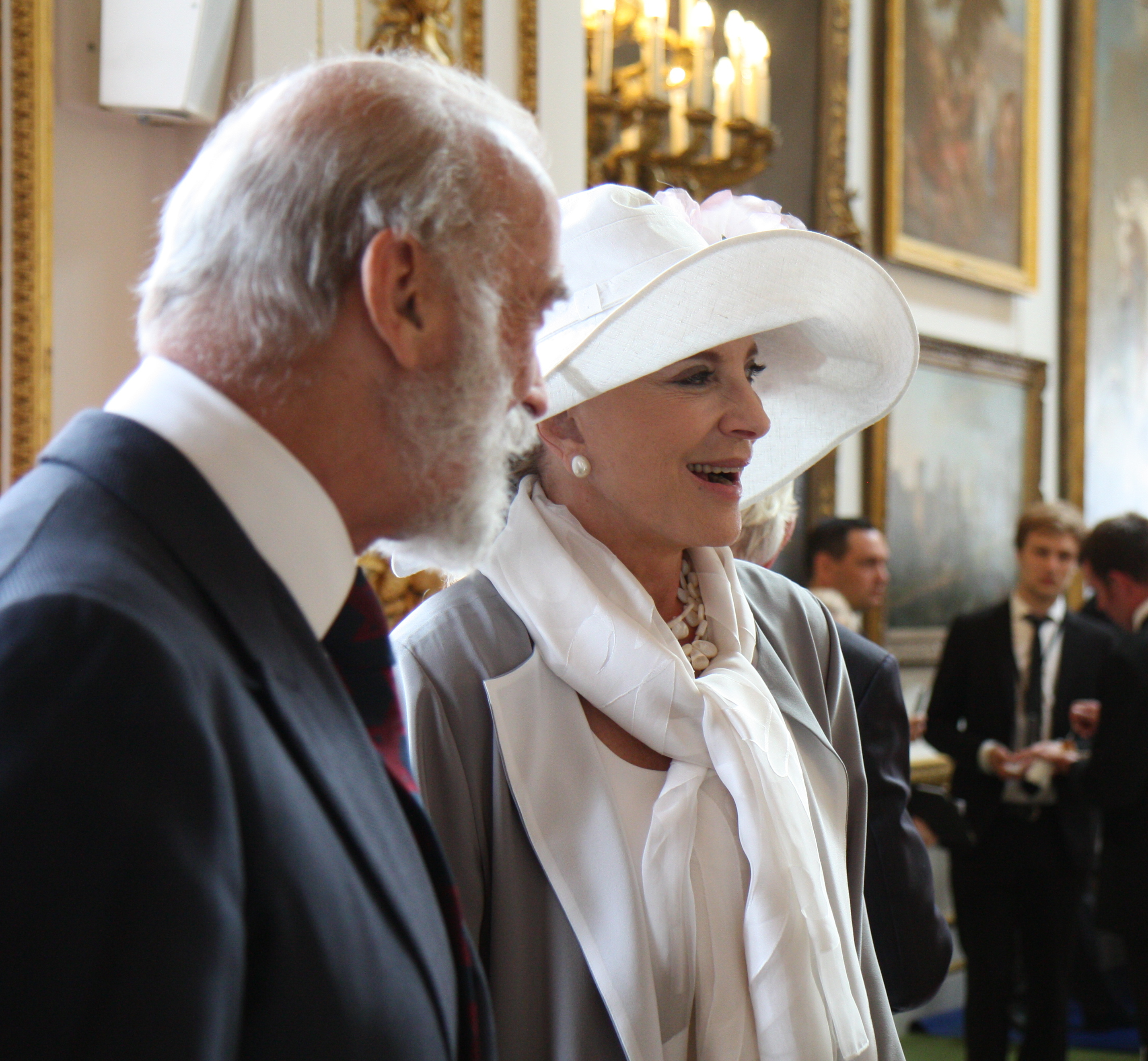
マイケルとマリー夫妻（2014年）

マイケルは1978年にシレジア貴族でカトリック教徒のマリー・クリスティーネ・フォン・ライプニッツ男爵令嬢と結婚した。1701年王位継承法には、イギリス王位継承権を持つ者がカトリック教徒と結婚した場合その者は王位継承権を失うと定められているため、マイケル王子はこの結婚によって王位継承権のない王族となった。しかし、2013年王位継承法により継承権が復活し、2023年6月現在、52位である。2人の間には1男1女が生まれたが、2人の子供はアングリカン・コミュニオンとして育ったため、イギリス王位継承権を法改正前から有していた。
- フレデリック・ウィンザー卿（英語版）（Lord Frederick Windsor, 1979年 – ）
- ガブリエラ・ウィンザー令嬢（英語版）（Lady Gabriella Windsor, 1981年 – ）

## ロシアとの関係
マイケルはロシアに強い関心があり、流暢なロシア語を話すことや、前述のニコライ2世と容貌が良く似ていることで知られている。1998年に皇帝一家が正式に埋葬された際は、イギリス代表として式に参加している。
フレデリック・フォーサイスの小説『イコン』では、ロシアが再び君主制国家となり、王子夫妻がロシア皇帝ならびに皇后の座に君臨する、という展開が書かれている。
2021年5月、韓国の金投資会社の代表だと名乗って王子に接触した記者に対し、「最低14万ドルを払えばロシア国内での事業が有利に運べるよう政府に口利きをする」とほのめかしたとして、プーチン大統領およびロシア政府への賄賂による斡旋疑惑が報じられた。王子のスポークスパーソンはこの疑惑について否定している。
2022年3月、2009年にイギリスとロシアの関係に貢献したことを称えられ当時のメドヴェージェフ大統領から叙された「友好勲章」を、王子はロシアに返却したと報じられた。理由については言及していないが、ロシアによるウクライナへの軍事侵攻に対する批判を示したものと見られている。

## 日本との関係
日本初訪問は1971年、ボブスレーの英国代表選手として冬季プレオリンピック予選に参加するため、札幌を訪れている。
2019年には、英国の高級腕時計ブランド「バックス&ストラウス」のアンバサダー（王立大使）就任に際し、3月12日から15日にかけて、およそ50年ぶりに来日した。京都および東京でイベントを行ったほか、最終行程には知人の招きを受けて軽井沢に滞在した。王子はこの日本訪問を通じて、歴史的に英国とも繋がりのある軽井沢周辺の長閑な風景がことのほか強く印象に残ったといい、「軽井沢は、その立地、美しい風景、そして日本でのクラシックカーへの関心の高まりを考えると、コンクール・オブ・エレガンスを開催するのに理想的な場所になるだろうと確信しています」との感想を述べた。